# 말로 페이튼
말로 페이튼(Marlowe Peyton, 2005년 ~ )은 미국의 배우, 텔레비전 배우, 영화배우이다.
글렌데일에서 태어났다.

## 영화
- 플래티넘 댄스 무비 (2014년)
- 애플바움 (2012년)
- 산타포스 2: 산타펍스 (2012년)